# 笠間焼

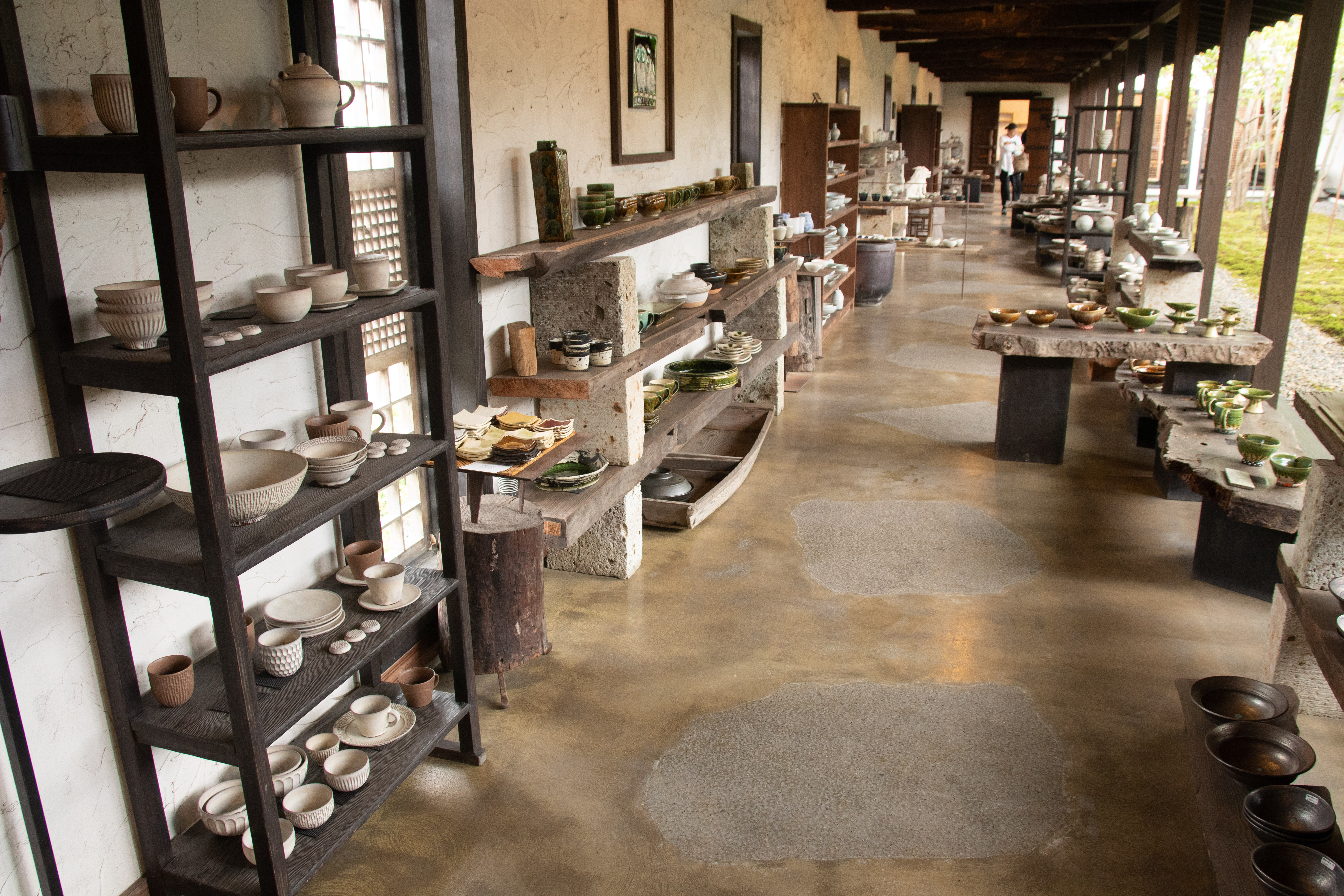
展示販売されている笠間焼
（茨城県笠間市・回廊ギャラリー門、2019年9月）

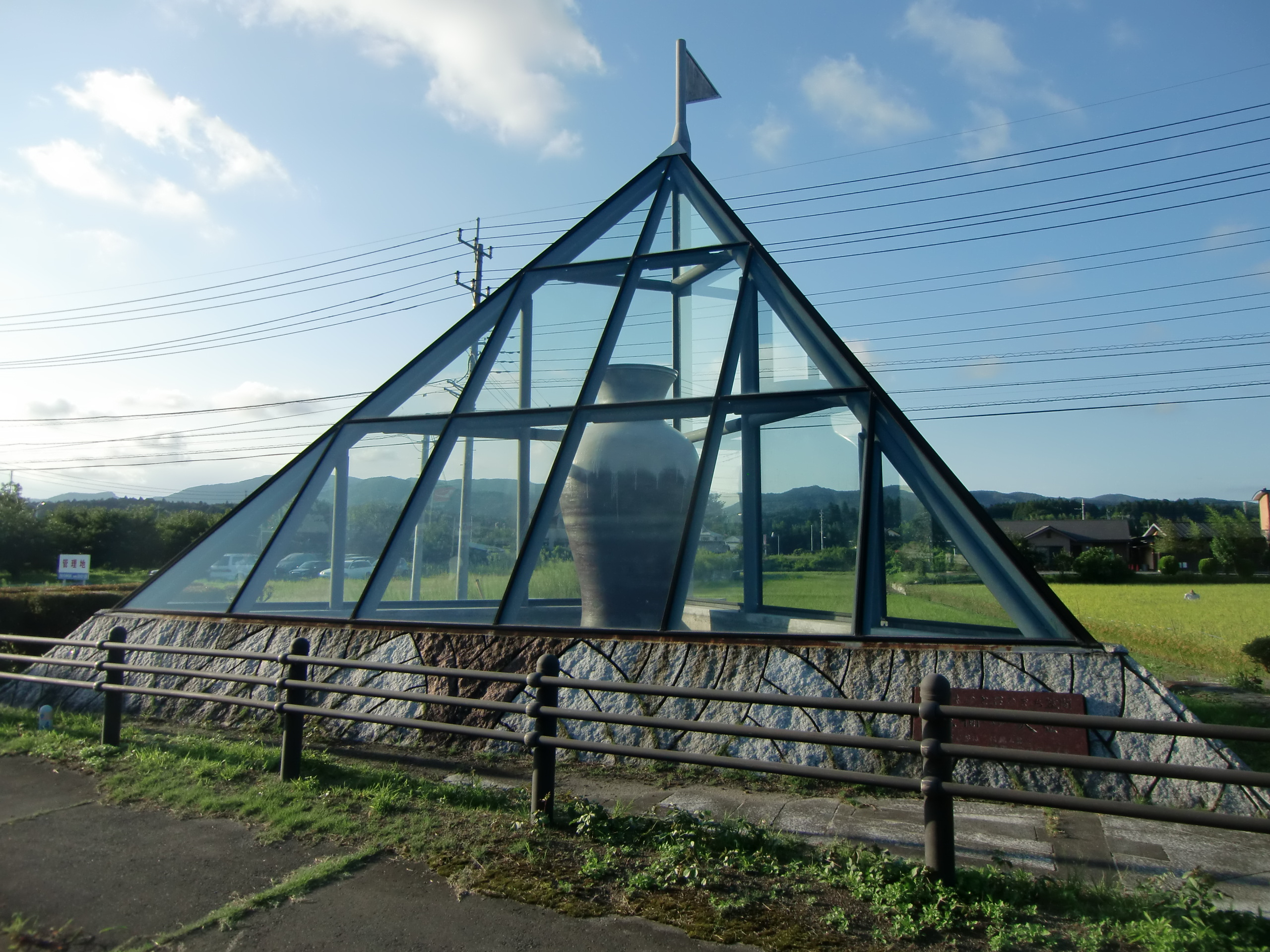
茨城県笠間市の国道50号沿いにある笠間焼の大壺（2011年8月撮影）

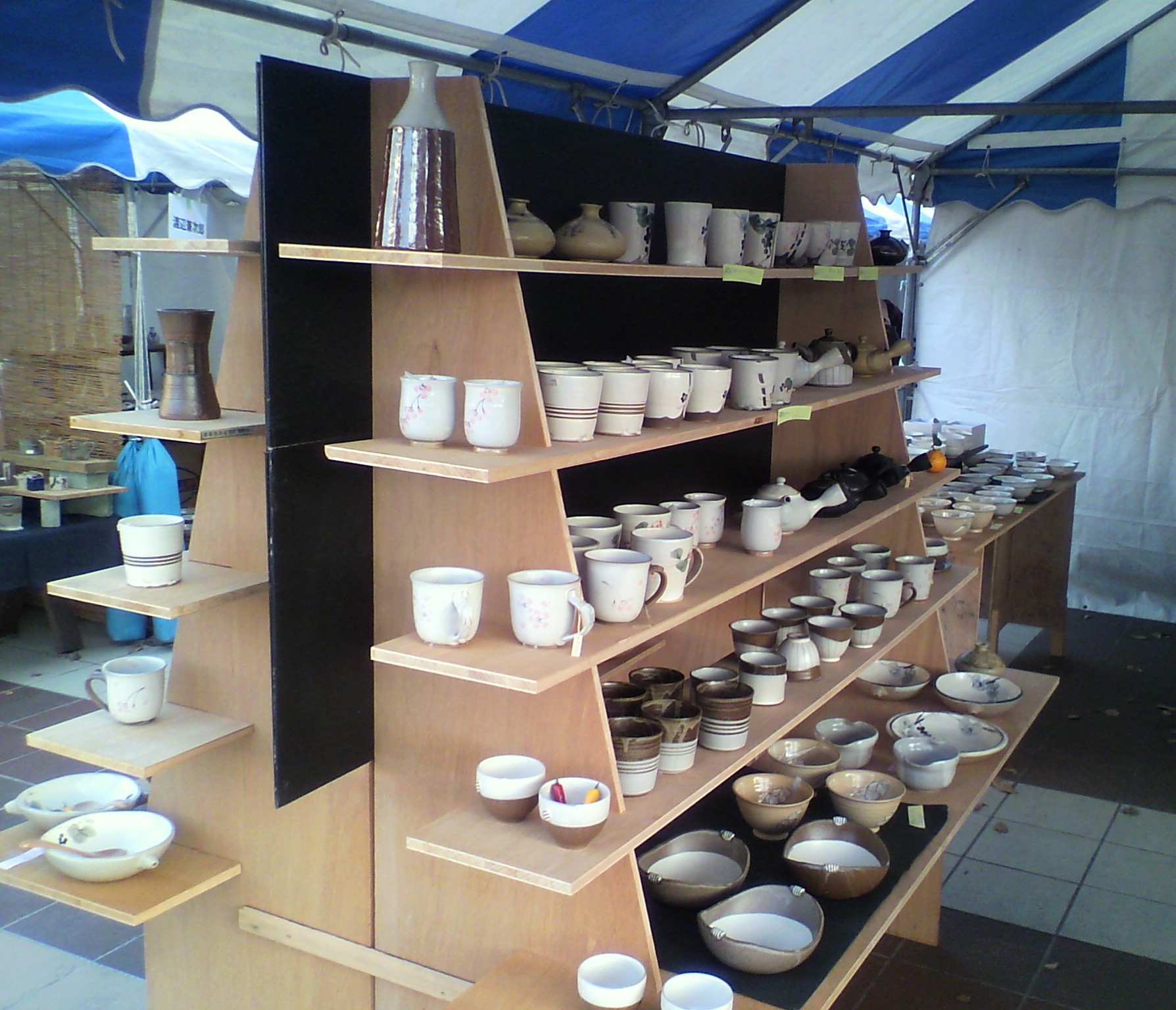
笠間焼の陶器市
（茨城県つくば市、2010年11月）

笠間焼（かさまやき）は、茨城県笠間市周辺を産地とする陶器。

## 概要
江戸時代中期の安永年間（1770年代）から作られ始めた。箱田村の名主・久野半右衛門道延が始めた「箱田焼」と山口勘兵衛が始めた「宍戸焼」が笠間焼の源流と言われている。後に、笠間藩の牧野貞喜や牧野貞直は窯業を重要視し、生産増加と陶技を後世に継承する目的で御用窯「仕法窯」が指定され、甕やすり鉢などの日用雑器が作られた。幕末から明治にかけては江戸（東京）に近い利点から大量生産の機会を得て、技術者や従事者も飛躍的に増えた。特に、陶器商の田中友三郎の活躍は笠間焼の販路を広げる役割を果たした。以後、時代の転換にともなって生産品の変化などを経て、現在では300人に近い陶芸作家や窯元のいる窯業産地となっている。関東地方では、益子と並ぶ大きな窯業産地として知られている。
1992年（平成4年）に経済産業省より、「伝統的工芸品産業の振興に関する法律」に基づく経済産業大臣の指定を受けた工芸品に指定されている。また、地域団体商標にも指定されている。
関東ローム層から出土する笠間粘土によって作られる。笠間粘土は笠間地区から筑波山にかけて産出する花崗岩（御影石）が風化堆積して生じた粘土であり、粘土は粘りが強く、成形しやすいだけでなく、鉄を含むため焼成後には有色となる特徴がある。
「特徴がないのが特徴」と言われているが、これは太平洋戦争後、先人の仕事を尊重しつつも伝統にこだわらない自由な作品が作れる笠間の気風を求めて、各地から若い陶芸家たちが集まったためである。現在では安価で実用的な水瓶や徳利から、芸術的で斬新なデザインのオブジェまで多種多様な焼き物が焼かれている。
笠間焼はイノベーションの成功例として高く評価されている。「差別化・高付加価値化」による競争優位を形成し、産地の競争力を高めた点や、企業数の増加や生産額の増加、観光客の増加などを通じて地域経済産業の活性化に貢献した点、作家が中心となったイベントや祭りなどを契機として地域コミュニティの再生や地域文化の創造などといった地域の活性化にも寄与した点が評価されている。

## イベント・施設
笠間焼は観光資源にもなっている。春に行われる陶炎祭（ひまつり）には約50万人、秋に行われる陶器市である笠間浪漫にも多くの観光客が足を運ぶ。
JR笠間駅の東側にある「笠間芸術の森公園」は陶炎祭の会場に使われるほか、茨城県陶芸美術館、「笠間工芸の丘 KASAMAクラフトヒルズ」、作品の野外展示エリア「陶の杜」、茨城県工業技術技術センター 窯業指導所「匠工房・笠間」がある。芸術の森公園や笠間駅には「笠間やきもの散歩道」が整備されているほか、陶芸体験を受け入れる窯元もある。

## 著名な作家
- 松井康成